# Harry Potter Trading Card Game
Harry Potter Trading Card Game — коллекционная карточная игра, сюжет которой основан на волшебном мире из серии романов о Гарри Поттере, созданных Дж. К. Роулинг. Выпущена фирмой Wizards of the Coast в августе 2001. Игра была разработана как возможный конкурент игр Yu-Gi-Oh!, Pokémon и Magic: The Gathering.
Была выпущена одновременно с первым фильмом из цикла.
Оформлением упаковки занимался ведущий художник Fred Bode. Он также оформил несколько карт. К работе над картами были привлечены также опытные художники Noreen Bader, Red Schwarz, James Bernardelli, Scott Lewis, Kevin Dobler, Michael T. Collins, Patrick Farley, George Davis, Doug Chaffee и Monte Michael Moore.
В 2001 году игра была на втором месте среди самых продаваемых игрушек в США, однако в конце 2002 года дальнейшая разработка игры была прекращена.

## Общие сведения

### История издания
В августе 2001 года был издан первый набор, который не имел специального названия, поэтому принято именовать его базовым (Base Set). Позднее было издано ещё четыре выпуска: в ноябре 2001 года — Кубок по квиддичу (Quidditch Cup Set), в марте 2002 года — Косой переулок (Diagon Alley Set), в июне 2002 года — Приключения в Хогвартсе (Adventures at Hogwarts Set), в октябре 2002 года — Тайная комната (Chamber of Secrets Set). В выпуске Кубок по квиддичу появился пятый вид знаний (квиддич), а также появились карты матчей, а в выпуске Косой переулок — карты положения.
Игра имела большую популярность не только среди детей, но и среди взрослых. Было сформировано несколько игровых лиг.

### Ценность карт
По ценности и вероятности попадания в продажные наборы все карты делились на три группы: обычные (common), необычные (uncommon) и редкие (rare). К последним можно также отнести металлизированные (foil) и голографические (holofoil).
На конец 2009 года стоимость карт колебалась от 19 центов (для обычных карт) до 30 долларов (для некоторых голографических карт).

### Виды издания
Карты для данной игры выпускаются в продажу в следующих видах: стартовые наборы (starter decks), тематические наборы (theme decks) и мини-наборы (booster packs).

Мини-наборы издавались для всех выпусков. Каждый мини-набор включал шесть обычных карт, две необычные карты, две карты уроков и одну редкую карту.

Стартовые наборы были изданы для трёх выпусков: базового, Косой переулок и Тайная комната. Каждый стартовый набор включал две предварительно собранные колоды по 40 карт каждая, две карты персонажей, игровое поле с упрощенными правилами, буклет с полными правилами и фишки для подсчета повреждений.

Тематические наборы представляли собой разновидность стартовых наборов и были изданы для выпуска Тайная комната. Каждый тематический набор включал одну колоду в 60 карт, карту персонажа и игровое поле. Всего было издано два тематических набора: Percy Weasley Potions и Twin Trouble. Два дополнительных тематических набора Hannah Abbott’s Spellcaster и Dean Thomas' Restrike были выпущены для ярмарки игрушек в 2001 году, однако позднее никогда не издавались.

## Описание карт

### Типы карт и их характеристика
Всего было выпущено 475 видов карт. Все карты делятся на 8 типов.
Карты, для введения которых в игру с руки не требуются знания:
- Уроки (Lessons). Каждая карта урока обеспечивает единицу знаний определённого типа, однако существуют карты положения, которые удваивают количество знаний от определённых карт уроков. Всего существует пять типов знаний (соответственно, пять видов карт уроков): уход за магическими существами (Care of Magical Creatures), заклинания (Charms), зельеварение (Potions), трансфигурация (Transfiguration) и квиддич (Quidditch). Количество карт уроков на игровом поле для каждого игрока не ограничено. Для введения карты урока в игру с руки требуется одно действие, однако существуют другие карты, действие которых позволяет ввести в игру несколько карт уроков за одно действие.
- Персонажи (Characters). Каждый персонаж имеет какие-либо навыки и способности, которые могут быть использованы при игре. Эти навыки могут проявляться каждый ход или раз в игру. Некоторые карты персонажей обеспечивают единицу знания определённого типа, что указывается на поле карты. Для введения карты персонажа с руки в игру требуется два действия, однако существуют другие карты, действие которых позволяет ввести карту персонажа в игру за одно действие.
- Приключения (Adventures). В описании каждой карты приключения имеются три раздела: Воздействие (Effect), которое карта, находясь на игровом поле, оказывает каждый ход на оппонента; Решение (To Solve) — действия, которые однократно должен совершить оппонент, чтобы избавиться от карты приключения; Компенсация (Reward), которую оппонент однократно получает, если избавляется от карты приключения. Каждый игрок может иметь на своем игровом поле только одну карту приключения для своего оппонента. Для введения карты приключения с руки в игру требуется два действия, однако существуют другие карты, действие которых позволяет ввести карту приключения в игру за одно действие.

Карты, для введения которых в игру с руки требуются знания (в этом случае на игровом поле должны уже присутствовать карты, обеспечиваемые которыми суммарные знания соответствуют необходимым для вводимой в данный момент карты, и среди этих знаний должно присутствовать хотя бы одно, тип которого соответствует необходимому для вводимой в данный момент карты):
- Заклинания (Spells) при введении в игру требуют выполнение инструкций, которые на них изложены, а затем сносятся в колоду сноса. Эффект от карт заклинаний обычно распространяется на текущий ход или следующий за ним ход оппонента. Для введения в игру с руки требуется обычно одно действие.
- Существа (Creatures). Каждое существо обладает уровнем здоровья (Health), отражающим количество повреждений, которое нужно нанести, чтобы удалить карту существа с игрового поля оппонента. Большинство карт существ, находясь на игровом поле, могут каждый ход наносить повреждения оппоненту; данная способность отражается параметром «Повреждение каждый ход» (Damage each turn), указываемым на поле карты. Однако существуют карты существ, которые не наносят повреждений, но имеют другие специальные способности. Для введения в игру с руки требуется обычно одно действие.
- Предметы (Items) при нахождении на игровом поле оказывают определённое действие на другие карты; некоторые карты предметов обеспечивают несколько единиц знания определённого типа, что указывается на поле карты. Карты предметов могут повышать свой уровень, для чего их необходимо заменить картой предмета более высокого уровня. Для введения в игру с руки требуется обычно одно действие.
- Матчи (Matches) В описании каждой карты матча имеются два раздела: Условия выигрыша (To Win) — действия, которые должен совершить один из оппонентов, чтобы выиграть матч; Награда (Prize), которую выигравший в матче оппонент однократно получает. В отличие от карты приключения карта матча не требует выполнение действий, приводящих к выигрышу, за один раз. Одновременно в игре может присутствовать всего одна карта матча, поэтому любой из оппонентов (а не только игрок, который ввёл карту в игру) может выиграть матч и получить награду. Для введения в игру с руки требуется обычно одно действие.
- Положения (Locations) при нахождении на игровом поле оказывают определённое действие на другие карты. В отличие от карт предметов карты положений оказывают действие на обоих оппонентов. Одновременно в игре может присутствовать всего одна карта положения. Для введения в игру с руки требуется обычно одно действие. Если в момент введения в игру на одном из игровых полей уже имеется карта положения, она должна быть удалена в соответствующую колоду сноса.

### Информация на картах
Карты выпущены в двух исполнениях: вертикальное (карты заклинаний) и горизонтальное (все остальные). Каждая карта содержит название на баннере вверху посередине, рисунок, инструкцию для игры и фразу из книги, которую описывает рисунок карты. В правом нижнем углу карты указана информация об издании: имя художника, номер в перечне для данного выпуска и общее количество карт в выпуске; знак ценности (для обычных — круг, для необычных — ромбический кристалл, для редких — пятиконечная звезда) и символ, отражающий выпуск (на картах базового выпуска этот символ отсутствует).
В левом верхнем углу (для вертикальных карт) или в правом верхнем углу (для горизонтальных карт) указывается символ знания и суммарное количество знания, которые необходимы, чтобы ввести данную карту в игру (не приводится на картах уроков, персонажей и приключений).

### Ключевые слова
Некоторые карты тематически отнесены к определённым группам; принадлежность к такой группе указывается ключевым словом над инструкцией данной карты. Например, существуют карты лечения (Healing), которые помогают восстанавливать другие карты из колоды сноса в руку, на игровое поле или в игровую колоду; карты, тематически связанные с факультетами школы Хогвартс; карты различных видов существ (совы, растения, драконы) и т. п. Действие многих карт направлено только на карты с определённым ключевым словом (например, карта положения «Eeylops Owl Emporium», находясь на игровом поле, может усиливать здоровье карт существ, отнесенных к её группе «Owls»).
Некоторые карты имеют ключевое слово «Уникальный» (Unique). Оно показывает, что одновременно на игровых полях обоих игроков не может присутствовать две одинаковых карты с таким ключевым словом (например, все карты персонажей являются уникальными, поэтому одновременно у обоих игроков не может присутствовать один и тот же персонаж).

## Описание игры
Игра рассчитана на двух игроков. Игроки по очереди совершают ходы. Основная цель каждого хода — нанести противнику максимальное количество повреждений и минимизировать количество повреждений, наносимых противником. При нанесении повреждений противник обязан удалить из своей игровой колоды или со своего игрового поля определённое количество карт в свою колоду сноса. Проигравшим считается тот из игроков, у которого первым закончится игровая колода.
Перед началом игры каждый игрок выбирает карту начального персонажа, за которого он будет играть. Карта начального персонажа должна иметь ключевое слово «Witch» или «Wizard». Начальный персонаж не может быть удален с игрового поля в колоду сноса или в руку. Допускается обоим игрокам иметь карту одного и того же начального персонажа.

Затем каждый игрок собирает игровую колоду из 60 карт (начальный персонаж в данное число не входит). Запрещается включать в игровую колоду более четырёх одинаковых карт (за исключением карт уроков, одинаковые карты уроков могут присутствовать в игровой колоде в любом количестве).

Определяется, кто будет ходить первым. Для каждого игрока карта начального персонажа выкладывается на игровое поле. Затем каждая игровая колода перемешивается и выкладывается рядом с картой соответствующего начального персонажа. Каждый игрок берет из своей игровой колоды семь карт в руку. Затем поочередно производится ход, включающий следующие этапы:
- До начала хода активный игрок выполняет инструкции, которые указаны определёнными картами.
- Активный игрок берет карту из своей игровой колоды в руку.
- Если у активного игрока на игровом поле имеются карты существ, способные наносить повреждения оппоненту, то выполняется нанесение повреждений.
- Активный игрок выполняет не больше двух действий (однако существуют карты, которые увеличивают количество действий в один ход). Эти действия могут быть потрачены, чтобы ввести какие-либо карты из руки в игру или чтобы взять из своей игровой колоды одну карту за каждое действие.
- По окончании хода активный игрок выполняет инструкции, которые указаны определёнными картами.

В любой момент хода после окончания второго этапа (взять карту из игровой колоды) активный игрок может выполнить задание карты приключения (если она имеется против него на игровом поле оппонента) и использовать способности имеющихся на своем игровом поле карт персонажей.
Карты, подлежащие удалению из игры, складываются в колоды сноса на игровом поле каждого из игроков. В любое(!) время игрок может просмотреть колоду сноса своего оппонента.

### Игра по сети
С момента прекращения разработки новых карт количество интересующихся игрой уменьшилось. Для желающих сыграть, но не имеющих партнеров, возможно использование программы LackeyCCG, которая позволяет найти партнеров в Интернете и сыграть с ними в режиме онлайн. Как альтернатива, на сайте Pojo.com было предложено дополнение к программе Apprentice.